# Под купола
Под купола (на китайски: 穹顶; на пинин: qióngdǐng zhī xià; на английски: Under the dome) e китайски документален филм, финансиран и продуциран от Чай Дзинг. Чай Дзинг е бивша журналистка, която живо се интересува от проблемите породени от замърсяването на въздуха в Китай. Под купола е гледан над 150 милиона пъти едва три дена след появата си.
Чай Дзинг започва работата по документалния филм, след като дъщеря ѝ развива тумор, докато се намира в утробата. Много скоро след като се появява на бял свят детето трябва да претърпи операция за отстраняването на образуванието. Чай приписва появата на тумора на мръсния въздух. Филмът, в който са показани сцени с интервюта и визити по фабрики, бива сравняван с „Неудобната истина“ на Ал Гор. Филмът представлява открита критика към държавни енергийни компании, стоманопроизводители и фабрики за въглища, като също така разкрива неспособността на Министерството на опазване на околната среда да вземе адекватни мерки срещу големите замърсители.
Първоначално китайското правителство не налага цензура на филма, въпреки че той открито демонстрита провала на Китай в сферана на регулация на замърсяването. Вместо това People's Daily повторно публикува филма, придружен от интервю със самата Чай. Чън Дзи'нинг, новият Mинистър на опазването на околната среда, бе възхитен от филма. Въпреки това, в рамките на една седмица след излизането на Под купола отдел Публични комуникации към ККП нарежда филмът да бъде премахнат от всички медийни платформи.

## Резюме
Документалният филм е представен от Чай Дзинг, която презентира резултатите от своето едногодишно проучване основно под формата на лекция. Тя представя не само сурови данни, но и интервюта с държавни служители, специалисти по околната среда и бизнесмени. Във филма също така са включени и дискусии с длъжностни лица от Лондон и Лос Анджелес, в които се обсъжда как в техните градове са адресирани и разреженавани проблемите със замърсяването в миналото. 
Филмът разкрива как Китай губи битката си със замърсяването.  В проучването си Чай Дзинг поставя под прицел държавни петролни компании, като например China National Petroleum Corporation, която е и обект на антикорупционните акция на правителството. Журналистката отправя критика към PetroChina и Sinopec. Тези компании сами определят своите производствени стандарти и Министерство на околната среда на КНР е до голяма степен безсилно. Производителите на стомана и въглищните централи също игнорират много регулации, за да извлекат максимални печалби. Чай Дзинг, придружена от държавен инспектор, прави посещение с цел измерване нивата на замърсителите на във фабрика на стоманопроизводител в провинция Хъбей. Месеци по-късно въпросният производител още не е заплатил глобите си, а един държавен служител от провинция Хъбей споделя, че не е възможно да се затворят подобни фабрики и да се жертват толкова много работни места в името на околната среда.
Във филма има включено интервю с Уанг Хуейцин, 6-годишно момиченце от провинция Шанси, която е една сред най-индустрализираните в Китай. По време на разговора им става ясно, че момиченцето никога не е виждало звезди, а синьото небе и облаците са рядкост.
Към края на филма Чай призовава хората да поемат отговорност. Тя обявява: "Така се прави история. Когато хиляди обикновени хора в един ден се обединят и всеки от тях каже: „Не, не съм доволен. Искам да се изправя, да направя нещо по въпроса – било то и нещо малко.“